# Połajewo (gmina)
Pour les articles homonymes, voir Połajewo.
Połajewo est une gmina rurale du powiat de Czarnków-Trzcianka, Grande-Pologne, dans le centre-ouest de la Pologne. Son siège est le village de Połajewo, qui se situe environ 17 km au sud-est de Czarnków et 46 km au nord de la capitale régionale Poznań.
La gmina couvre une superficie de 141,97 km2 pour une population de 6 140 habitants en 2006.

## Géographie

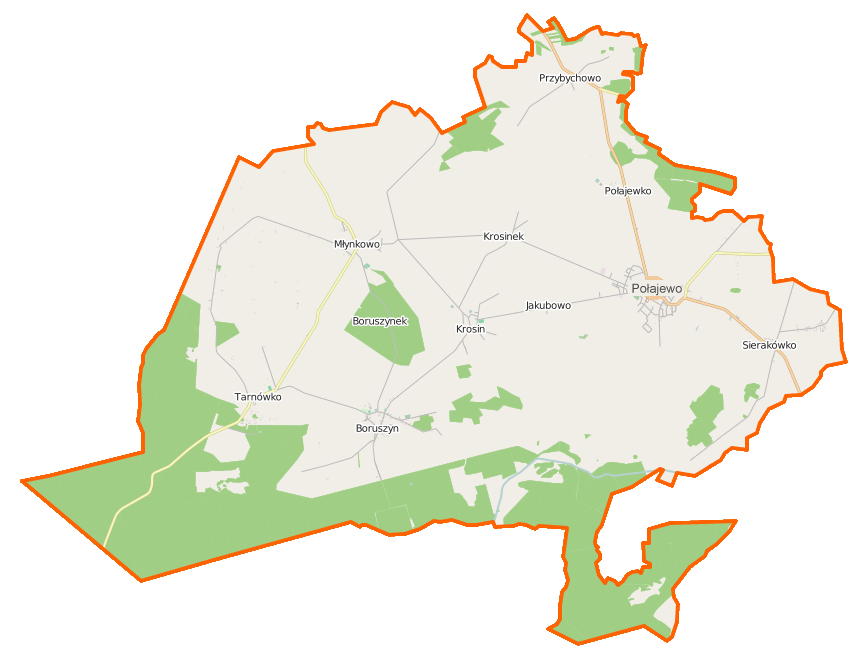
Plan de la gmina.

Outre le village de Połajewo, la gmina inclut les villages de:
- Boruszyn
- Krosin
- Krosinek
- Młynkowo
- Przybychowo
- Sierakówko
- Tarnówko

### Gminy voisines
La gmina de Połajewo est voisine des gminy de :
- - Czarnków
  - Lubasz
  - Oborniki
  - Obrzycko
  - Ryczywół

## Structure du terrain
D'après les données de 2002, la superficie de la commune de Połajewo est de 141,97 km2, répartis comme tel :
- terres agricoles : 67 %
- forêts : 27 %

La commune représente 7,85 % de la superficie du powiat.

## Démographie
Données du 30 juin 2004 :
| description        | Total  | Total | Femmes | Femmes | Hommes | Hommes |
| ------------------ | ------ | ----- | ------ | ------ | ------ | ------ |
| Unité              | Nombre | %     | Nombre | %      | Nombre | %      |
| population         | 6 114  | 100   | 3 049  | 49,9   | 3 065  | 50,1   |
| Densité (hab./km2) | 43,1   | 43,1  | 21,5   | 21,5   | 21,6   | 21,6   |